# جوليو سيزار أنطونيو دي سوزا
جوليو سيزار أنطونيو دي سوزا هو لاعب كرة قدم برازيلي في مركز الهجوم، ولد في 15 يونيو 1976 في تاكواريتينغا في البرازيل. لعب مع باوليستا وسامسون سبور وغازي عنتاب سبور وقيصري إيرسيسبور ونادي إيتوانو ونادي بوا إيسبورت ونادي بونتي بريتا ونادي ريو برانكو ونادي سانتوس ونادي فيروفياريا.

## وصلات خارجية
- جوليو سيزار أنطونيو دي سوزا على موقع اتحاد تركيا (لاعب) (الإنجليزية)
- جوليو سيزار أنطونيو دي سوزا على موقع قاعدة بيانات كرة القدم.إي يو (الإنجليزية)
- جوليو سيزار أنطونيو دي سوزا على موقع Soccerway.com (الإنجليزية)